# Clemens Schattschneider
Clemens Schattschneider (ur. 7 lutego 1992 w Wiedniu) – austriacki snowboardzista. Nie startował na igrzyskach olimpijskich. Jego największym sukcesem jest 5. miejsce w slopestyle wywalczone na mistrzostwach świata w La Molina. Najlepsze wyniki w Pucharze Świata osiągnął w sezonie 2010/2011, kiedy to zajął 2. miejsce w klasyfikacji generalnej (AFU), a w klasyfikacji Big Air wywalczył małą kryształową kulę.

## Sukcesy

### Mistrzostwa świata
| Miejsce | Dzień       | Rok  | Miejscowość | Konkurencja | Zwycięzca        |
| ------- | ----------- | ---- | ----------- | ----------- | ---------------- |
| 11.     | 15 stycznia | 2011 | La Molina   | Big Air     | Petja Piiroinen  |
| 47.     | 20 stycznia | 2011 | La Molina   | Halfpipe    | Nathan Johnstone |
| 5.      | 22 stycznia | 2011 | La Molina   | Slopestyle  | Seppe Smits      |
| 5.      | 18 stycznia | 2013 | Stoneham    | Slopestyle  | Roope Tonteri    |
| DNS     | 20 stycznia | 2013 | Stoneham    | Big Air     | Roope Tonteri    |

### Puchar Świata

#### Miejsca w klasyfikacji generalnej
- 2009/2010 – 204.
  - AFU[2]
- 2010/2011 – 2.
- 2011/2012 – 10.
- 2012/2013 – 27.

#### Zwycięstwa w zawodach
1. Calgary – 26 lutego 2011 (Slopestyle)

#### Pozostałe miejsca na podium w zawodach
1. Bardonecchia – 12 marca 2011 (Slopestyle) – 3. miejsce
2. Antwerpia – 10 listopada 2012 (Big Air) – 2. miejsce